# Каменный суп

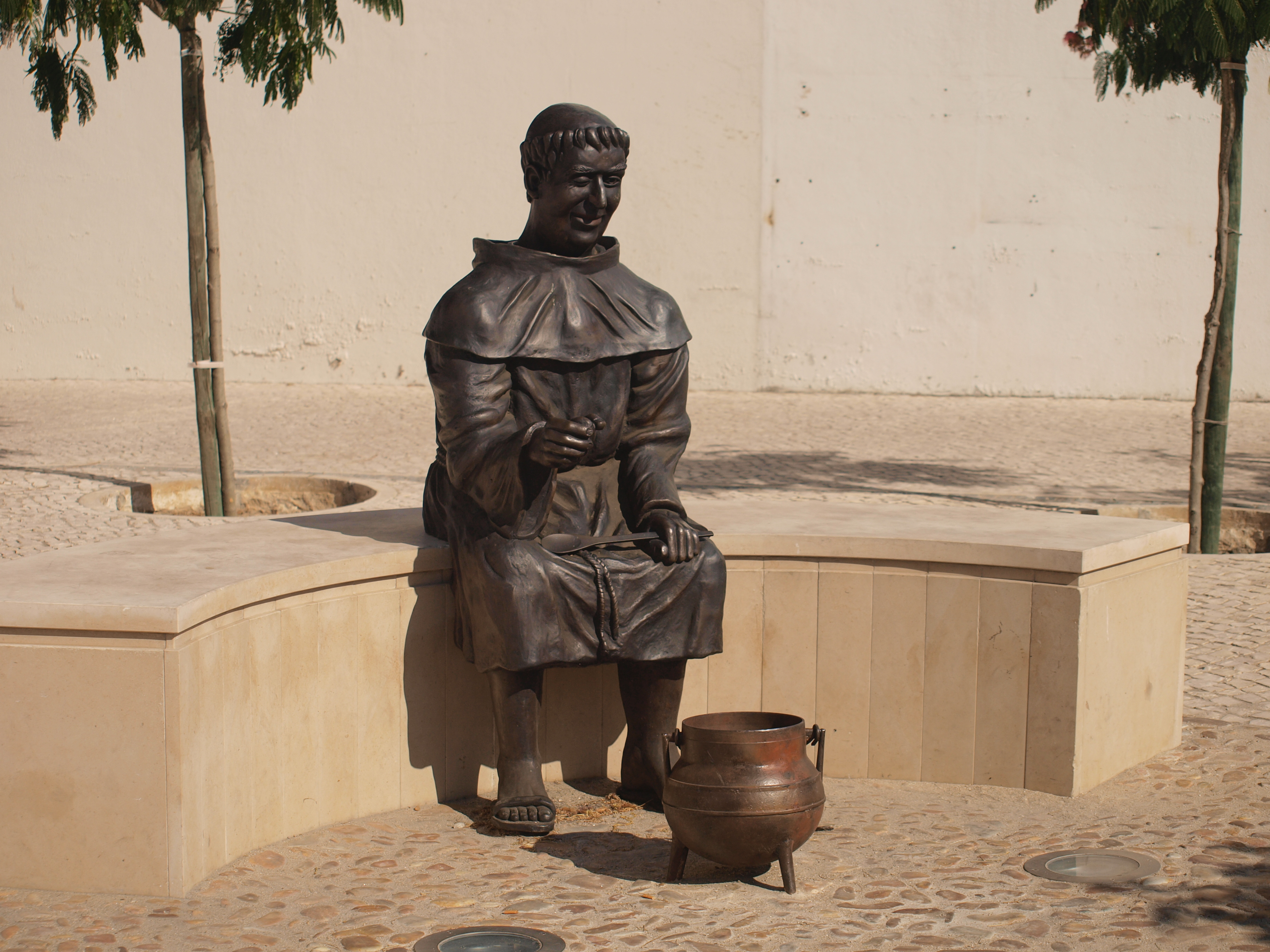
Статуя монаха с горшком каменного супа (sopa da pedra) в Алмейрине, Португалия

Каменный суп (суп из камня, похлёбка из камней, каша из горшка, каша из топора) — европейская народная сказка, в которой голодные странники убеждают каждого из жителей города поделиться небольшим количеством продуктов и после готовят еду на всех. Сказка отражает мораль ценности совместных действий. У различных народов камень заменяется на другие бытовые несъедобные предметы, поэтому эта басня также известна как «каша из топора», «суп из пуговицы», «суп из гвоздя» и «суп из полена».
По классификации Аарне-Томпсона-Утера, сказка и её вариации относится к типу 1548.

## Сюжет
Голодные странники приходят в деревню, имея при себе лишь пустой котелок, и никто из жителей не желает поделиться с ними своей едой. Тогда странники уходят к ручью, набирают в котелок воды, бросают туда же камень и ставят на огонь. Один из жителей из любопытства спрашивает, что они делают. Странники отвечают, что они готовят очень вкусный «каменный суп» и с удовольствием угостят спрашивающего, но им не хватает немного неких ингредиентов для улучшения вкуса.
Селянин, заинтересованный в своей будущей порции супа, с готовностью предоставляет странникам, к примеру, несколько морковок. Другой селянин также интересуется тем, что варится в котелке, и странники вновь объясняют, упоминая, что для супа не хватает ещё одного ингредиента, и тот даёт им приправ. И так всё больше селян приходит, добавляя свои ингредиенты. Наконец, камень вынимают из котелка и все (и странники, и селяне) наслаждаются вкусным и питательным супом. Хотя странники обманным путём заставили жителей делиться, им всё же удалось получить блюдо, которым они также в свою очередь поделились.

## Вариации
- На североевропейские переложения похожа восточнославянская вариация, катализатором в которой служит топор. См. «Каша из топора».
- Во французской, венгерской, сербской и русской версиях сказки, странники — солдаты, возвращающиеся домой.
  - Во французской версии трое солдат возвращаются домой из наполеоновских войн.
  - В венгерской версии один голодающий солдат сталкивается с рядом трудностей на своём пути на родину. В конце истории, после того, как суп съеден, он продает камень сельчанам.
- В русской сказке «Каша из топора» солдат попросил сварить кашу из топора одинокую старуху, жившую на краю села. Поев каши, старуха спрашивает: «Служивый! Когда ж топор будем есть?», на что солдат отвечает, что съест топор по дороге и уносит его с собой. В другом варианте, «Как солдат из боронного зуба кулеш варил», старик и старуха, у которых солдат готовил кулеш, умирают с голоду пытаясь воспроизвести его рецепт.
- Сербская сказка «Суп из клина» (сербохорв. Клин чорба), записанная Вуком Караджичем, напоминает русскую, только солдат варит суп-чорбу из стального клина (топор-колун).
- Иоганн Петер Хебель написал немецкую версию, «Хитрый пилигрим» (нем. Der schlaue Pilgrim, 1811), в которой хитрый паломник, якобы по пути в Иерусалим, обманом заставляет хозяйку шаг за шагом добавлять ингредиенты супа к его гальке.
- В Северной Европе и Скандинавских странах история широко известна как «Суп из гвоздя», а главный герой (обычно бродяга) убеждает старуху, что он сделает вкусный суп из гвоздя для них обоих, если она прибьёт гвоздь к камину, затем повесит на него котелок, а затем будет просто добавлять несколько ингредиентов в качестве гарнира. В итоге и нищий, и старуха наедаются досыта[2][3].
- В Португалии странник — это монах, и история происходит близ города Алмейрина. И поныне «cуп из камня» (порт. sopa de pedra) является традиционным блюдом в Алмейрине[4].
- В Мексике существует традиционное блюдо Кальдо де Пьедра, в основе которого лежит камень[5].
- В итальянской Тоскане легенда про странника и каменный суп легла в основу изобретения рецепта хлебного супа аквакотта.
- В китайской версии трое монахов варили суп из камня, а любопытные жители давали такие ингредиенты, как морковь, рисовое вино, перец, соль и т. д.

## Сотрудничество по принципу «каменного супа»
Существует много примеров проектов, работающих по принципу «каменного супа», когда что-то значительное получается накоплением множества мелких вкладов. Например:
- Dungeon Crawl Stone Soup — компьютерная игра, выросшая из заброшенного проекта за счёт вкладов многих программистов;
- Stone Soup — журнал детской литературы, издаваемый Фондом детского искусства в Калифорнии с 1973 года;
- Stone Soupercomputer — компьютер, собранный из множества мелких деталей.

### Адаптации

#### Кинематограф
В фильме «Фанданго» (1985) происходят свадебные приготовления, основанные на теме каменного супа. Главные герои должны провести свадебную церемонию, но у них нет на это средств. Поэтому они поставили складной карточный столик на главной улице сонного техасского городка, стряхнули с него пыль и стали приглашать прохожих прийти на свадьбу. По мере того, как они придумывают истории о нечистых на руку кейтерах и разбившихся грузовиках с шампанским, дружелюбные горожане тратят своё время и ресурсы на обеспечение волшебной свадебной церемонии.
Русская народная версия сказки была экранизирована в 1982 году.

#### Музыка
Песня Шел Сильверстайн «The Wonderful Soup Stone» рассказывает версию этой истории. Бобби Байр включил эту песню в свой альбом Lullabys, Legends and Lies (1973).